# Атлетика на Летњим олимпијским играма 1900 — бацање диска за мушкарце
Бацање диска за мушкарце је атлетска дисциплина која је била на програму Олимпијских игара 1900. у Атини. Такмичење је одржано у два дана 14. јула квалификације и 15. јула финале. 
Титулу освојена на Олимпијским играма 1896. бранио је Роберт Гарет.

## Земље учеснице
Учествовало је 16 такмичара из 8 земаља. Петорица са најбољим резултатима у квалификацијама су се пласирала у финале. 
- Бохемија {1}
- Данска (1)
- Француска (1)
- Грчка {1}
- Мађарска (4)
- Уједињено Краљевство (1)
- САД (5)
- Шведска (2)

## Рекорди пре почетка такмичења
| Најбољи резултат на свету | 38,70 (*) | Густаф Седерстрем | Стокхолм, Шведска | 18. септембар 1897. |
| Олимпијски рекорд         | 29,15     | Роберт Гарет      | Атина Грчка       | 6. април 1896.      |

## Нови рекорди после завршетка такмичења
| Олимпијски рекорд | 36,04 | Рудолф Бауер | Мађарска | Париз, Француска | 14. јул 1900. |

(*) незванично

## Освајачи медаља
| Освајачи медаља |                     |               |  |  |  |  |
|                 |                     |               |  |  |  |  |
|                 |                     |               |  |  |  |  |
|                 |                     |               |  |  |  |  |
| Рудолф Бауер    | Франтишек Јанда-Сук | Ричард Шелдон |  |  |  |  |

## Резултати
Петорица са најбољим резултатима у квалификацијама су се пласирала (КВ) у финале. 

### Квалификације
| Место | Атлетичар                | Земља                | Резултат(м) | Белешка |
| ----- | ------------------------ | -------------------- | ----------- | ------- |
| 1.    | Рудолф Бауер             | Мађарска             | 36,04       | КВ, ОР  |
| 2.    | Франтишек Јанда-Сук      | Бохемија             | 35,04       | КВ      |
| 3.    | Ричард Шелдон            | САД                  | 34,10       | КВ      |
| 4.    | Панајотис Параскевопулос | Грчка                | 34,04       | КВ      |
| 5.    | Реже Кретије             | Мађарска             | 33,65       | КВ      |
| 6.    | Густаф Седерстрем        | Шведска              | 33,07       |         |
| 7.    | Џон Фланаган             | САД                  | 33,00       |         |
| 8.    | Ерик Леминг              | Шведска              | 32,50       |         |
| 8.    | Чарлс Винклер            | Данска               | 32,50       |         |
| 10.   | Џосаја Макракен          | САД                  | 32,00       |         |
| 11.   | Артур Кораи              | Мађарска             | 31,00       |         |
| 11.   | Лонстон Елиот            | Уједињено Краљевство | 31,00       |         |
| 13.   | Émile Gontier            | Француска            | 30,00       |         |
| 14.   | Ђула Штраус              | Мађарска             | 29,80       |         |
| —     | Роберт Гарет             | САД                  | БП          |         |
| —     | Тракстун Хер             | САД                  | БП          |         |

### Финале
У финалу није било промена у пласману, иако лидер није био у стању да побољша резултат из квалификација (рачунао се бољи резултат).
| Место | Атлетичар                | Земља    | Резултат(м) | Рез. квал. | Белешка |
| ----- | ------------------------ | -------- | ----------- | ---------- | ------- |
|       | Рудолф Бауер             | Мађарска | Непознат    | 36,04      | ОР      |
|       | Франтишек Јанда-Сук      | Бохемија | 35,14       | 35,04      |         |
|       | Ричард Шелдон            | САД      | 34,60       | 34,10      |         |
| 4.    | Панајотис Параскевопулос | Грчка    | 34,50       | 34,04      |         |
| 5.    | Реже Кретије             | Мађарска | Непознат    | 33,65      |         |

## Укупни биланс медаља у бацању диска за мушкарце после 2. олимпијских игара 1896—1900.
|    | Земља           |   |   |   |   |
| -- | --------------- | - | - | - | - |
| 1. | САД             | 1 | 0 | 1 | 2 |
| 2. | Мађарска        | 1 | 0 | 0 | 1 |
| 3. | Краљевина Грчка | 0 | 1 | 1 | 2 |
| 4. | Бохемија        | 0 | 0 | 1 | 1 |
|    | Укупно {4}      | 2 | 2 | 2 | 6 |

|                                       | Атлетичар                             | Земља                                 |                                       |                                       |                                       |                                       |
| Није био вишеструких освајача медаља. | Није био вишеструких освајача медаља. | Није био вишеструких освајача медаља. | Није био вишеструких освајача медаља. | Није био вишеструких освајача медаља. | Није био вишеструких освајача медаља. | Није био вишеструких освајача медаља. |
| ------------------------------------- | ------------------------------------- | ------------------------------------- | ------------------------------------- | ------------------------------------- | ------------------------------------- | ------------------------------------- |